# Zerbrochene Sterne
Zerbrochene Sterne ist eine Science-Fiction-Anthologie aus siebzehn Kurzgeschichten und drei Essays verschiedener chinesischer Schriftsteller, die am 9. März 2020 beim Heyne Verlag erschienen ist. Die Übersetzung stammt von Karin Betz, Lukas Dubro, Johannes Fiederling, Marc Hermann, Kristof Kurz, Felix Meyer zu Venne und Chong Shen.

## Kurzgeschichten
- Chinesische Enzyklopädie: Gute Nacht, Traurigkeit von Xia Jia, veröffentlicht unter dem Originaltitel 晚安忧郁 (Pinyin wǎn'ān yōuyù) im Juni 2015; übersetzt von Marc Hermann: Eine an Despressionen leidende Frau bekommt zwei mit künstlicher Intelligenz ausgestattete Plüschtiere.
- Mondnacht von Liu Cixin, veröffentlicht unter dem Originaltitel 月夜 (Pinyin yuèyè) im Februar 2009; übersetzt von Karin Betz: Ein Mann bekommt drei Anrufe von sich selbst aus der Zukunft.
- Zerbrochene Sterne von Tang Fei, veröffentlicht unter dem Originaltitel 碎星星 (Pinyin suì xīngxīng) im September 2016; übersetzt von Karin Betz: Eine Wahrsagerin, die mit den Sternen die Zukunft vorhersehen kann, richtet lieber Schaden an.
- U-Boote von Han Song, veröffentlicht unter dem Originaltitel 潜艇 (Pinyin qiántǐng) am 17. November 2014; übersetzt von Karin Betz: An einem Fluss mit vielen U-Booten kommt es eines Tages zu einem verheerenden Brand.
- Salinger und die Koreaner von Han Song, veröffentlicht unter dem Originaltitel 塞林格与朝鲜人 (Pinyin sāilíngé yǔ cháoxiǎnrén) im Jahr 2016; übersetzt von Karin Betz: Jerome Salingers Der Fänger im Roggen wird ein riesiger Erfolg in Nordkorea.
- Der herabhängende Himmel von Cheng Jingbo, veröffentlicht unter dem Originaltitel 倒悬的天空 (Pinyin dàoxuán de tiānkōng „Umgekehrter Himmel“) im Dezember 2004; übersetzt von Lukas Dubro, Felix Meyer zu Venne und Chong Shen: Eine Geschichte über die Herkunft des Sternbildes Delphinus.
- Großes steht bevor von Baoshu, veröffentlicht unter dem Originaltitel „What Has Passed Shall in Kinder Light Appear“ im März/April 2015; übersetzt von Johannes Fiederling: Die Geschichte der ganzen Welt läuft rückwärts.
- Der Neujahrszug von Hao Jingfang, veröffentlicht unter dem Originaltitel 过年回家 (Pinyin guònián huí jiā „Rückkehr an Neujahr“) im Januar 2017; übersetzt von Marc Hermann: Ein Zug mit einem neuartigen Raumzeitantrieb verschwindet.
- Der Roboter, der gerne Quatsch erzählte von Fei Dao, veröffentlicht unter dem Originaltitel 爱吹牛的机器人 (Pinyin ài chuīniú de jīqìrén „Gerne prahlender Roboter“) im November 2014; übersetzt von Karin Betz: Ein trotteliger König programmiert einen Roboter, noch viel größeren Quatsch zu erzählen.
- Der Schnee von Jinyang von Zhang Ran, veröffentlicht unter dem Originaltitel 晋阳三尺雪 (Pinyin jìnyáng sān chǐ xuě „Drei Fuß Schnee in Jinyang“) im Januar 2014; übersetzt von Lukas Dubro, Felix Meyer zu Venne und Chong Shen: Eine alternative Geschichte über die Verteidigung von Jinyang (heute Taiyuan).
- Das Restaurant am Ende des Universums: Laba-Porridge von Anna Wu, veröffentlicht unter dem Originaltitel 宇宙尽头的餐馆腊八粥 (Pinyin yǔzhòu jìntóu de cānguǎn làbāzhōu) im Mai 2014; übersetzt von Lukas Dubro, Felix Meyer zu Venne und Chong Shen: In einem Restaurant gibt es für jede erzählte Geschichte eine kostenlose Mahlzeit, wofür sich ein Schriftsteller andere Erinnerungen herunterläd.
- Des ersten Kaisers liebstes Spiel von Ma Boyong, veröffentlicht unter dem Originaltitel 秦始皇的假期 (Pinyin qínshǐhuáng de jiàqī) im Juni 2010; übersetzt von Karin Betz: Die Qin-Dynastie kennt bereits moderne Technologien wie Videospiele.
- Spiegelbild von Gu Shi, veröffentlicht unter dem Originaltitel 倒影 (Pinyin dàoyǐng) im Juli 2013; übersetzt von Marc Hermann: Eine erfolgreiche Wahrsagerin ist auch unheimlich vergesslich.
- Brainbox von Regina Kanyu Wang, veröffentlicht unter dem Originaltitel „The Brain Box“ (keine Publikation auf Chinesisch) im Jahr 2017; übersetzt von Johannes Fiederling: Ein Mann kann durch Aufzeichnungen die letzten fünf Minuten seiner Frau vor einem Flugzeugabsturz erleben.
- Das Licht von Chen Qiufan, veröffentlicht unter dem Originaltitel 开光 (Pinyin kāiguāng) im Januar 2015; übersetzt von Marc Hermann: Eine von einem buddhistischen Mönch gesegnete App vollbringt Wunder.
- Eine kurze Geschichte zukünftiger Krankheiten von Chen Qiufan, veröffentlicht unter dem Originaltitel 未来病史 (Pinyin wèilái bìngshǐ) im April bis Dezember 2012; übersetzt von Marc Hermann: Haufenweise seltsamer Krankheiten verursacht durch moderne Drogen oder Technologie.

## Essays

### Kurze Einführung in die chinesische Science-Fiction-Literatur und die Fan-Szene in China
von Regina Kanyu Wang, veröffentlicht unter dem Originaltitel „A Brief Introduction to Chinese Science Fiction and Fandom“ im November 2016; übersetzt von Kristof Kurz.
Geschildert wird die Einteilung der Genres, die Geschichte und der Prozess der Veröffentlichung von Science-Fiction in China, die Entwicklung der Fangemeinden und herausgebenden Magazine dafür sowie der aktuelle Zustand und die wichtigsten Schriftsteller und Schriftstellerinnen, darunter die drei „Großmeister“ Liu Cixin, Wang Jinkang und Han Song.

### Ein neuer Kontinent für Literaturwissenschaftler: Studien zu chinesischer Science-Fiction
von Song Mingwei, veröffentlicht unter dem Originaltitel „A New Continent for China Scholars: Chinese Science Fiction Studies“ im Jahr 2017; übersetzt von Kristof Kurz.
Auf einer von der Universität Harvard und der Universität Fudan veranstalteten Tagung zu chinesischer Science-Fiction in Shanghai kamen Han Song und Fei Dao am 13. Juli 2010 um 15:30 mit einer zehnminütigen Rede zu ihrem Genre zu Wort. Daraufhin begann das Interesse an der internationalen Veröffentlichung chinesischer Science-Fiction. Song Mingwei stellte über die nächsten zwei Jahre einige Kurzgeschichten zusammen während Ken Liu kurz darauf mit der Übersetzung von Die drei Sonnen begann. Das Originalmanuskript dazu hatte Song Mingwei vor Veröffentlichung bekommen, jedoch nur zwei Kapitel gelesen. Vor diesem langen Wendepunkt blickt das Essay auf die Ereignisse und Veröffentlichungen zurück, die dazu geführt hatten.

### Das Schamgefühl ist überwunden
von Fei Dao, veröffentlicht unter dem Originaltitel 科幻: 一种被治愈的尴尬症 (Pinyin kēhuàn: yī zhǒng bèi zhìyù de gāngà zhèng) im Jahr 2017; übersetzt von Lukas Dubro, Felix Meyer zu Venne und Chong Shen.
Auf einer Veranstaltung vor vielen Jahren verkündete einst ein namhafter chinesischer Regisseur, dass sein nächster Film sich wieder mit der Vergangenheit beschäftigen würde. Die Frage von Fei Dao nach einer Behandlung der Zukunft stößt dabei nur auf Gelächter des Publikums, welches das Genre der Science-Fiction für unrealistisch und realitätsfern hält. Nach der Veröffentlichung von Jenseits der Zeit von Liu Cixin im Jahr 2010 rückt das Genre jedoch zunehmend in die Augen der Öffentlichkeit und ein anderer namhafter chinesischer Regisseur dreht daraufhin einen Film über die nahe Zukunft.

## Kritik
Für Kai U. Jürgens von diezukunft.de fällt die Liebesgeschichte in der Kurzgeschichte von Baoshu „etwas matt“ aus, aber „schon wegen der Grundidee lohnt sich die Lektüre allemal“. Die zweite Kurzgeschichte von Chen Qiufan ist eine „ironische Übersicht“ und kommt „ohne Figuren und Handlung im herkömmlichen Sinne“ aus, was aber in diesem Fall „nur von Vorteil“ ist. Die Kurzgeschichte von Tang Fei habe „nichts mit Science-Fiction“ zu tun, bleibe aber „aufgrund ihrer irritierenden Stimmung in Erinnerung“. Die Kurzgeschichten von Han Song seien einer „ganz eigenen Erzählwelt [....] verpflichtet“. Die erste „entfaltet magischen Realismus“ und die zweite ist „eine ironische Geschichte, aber nicht ohne Seitenhieb auf die Rolle von Kultur innerhalb von totalitären Systemen“.
Für Gunter Barnewald von phantastiknews.de ist die Kurzgeschichte von Baoshu die „mit Abstand stärkste Erzählung“ sowie „wirklich große Literatur“ und „auch die drei Essays sind interessant, informativ und sehr lesenswert“, während „die restlichen Werke keine Meisterwerke sind“. Zwar sind diese „nette Märchen“ oder eine „lesbare Allegorie“, aber „klare Erzählstrukturen sind eher Mangelware“ und seien teils „unlogisch und manchmal fast sprunghaft“. In einer anderen Kritik (zu dessen Botschafter der Sterne) wird die Kurzgeschichte von Baoshu als „geniale Novelle“ bezeichnet.
Für Heike Lindhold von teilzeithelden.de ist die Anthologie „vielgestaltig und abwechslungsreich“. Es ist die „brillante Novelle“ von Baoshu, „die sich in dieser Hinsicht wirklich hervortut“. Die Schreibstile seien sehr unterschiedlich und „Erzählperspektive und Vokabular variieren“ recht stark, die Kurzgeschichte von Zhang Ran sei etwa „besonders mitleidlos“ geschildert. Das Fazit ist eine „vielfältige und themenreiche Literaturszene“ mit Kurzgeschichten, die „ebenso lehrreich wie unterhaltsam“ sind.